# Riu Femosa
El Femosa o La Femosa (oficialment i en proposta de requalificació a riu Torrent de la Femosa) és un riu situat a cavall de les comarques de les Garrigues i el Segrià. Té el seu origen en la vessant a ponent de les serres que limiten l'Urgell i la Conca de Barberà (les comes de Vinaixa i el barranc del Turull) i s'hi poden distingir dos cursos principals: el Brugosa (o Fondo Major), el qual neix a la partida dels Pardamunts, a l'extrem sud de Vinaixa; i el fondo del Trull - Rinet que neix a la serra del Tallat, a Vallbona de les Monges. Ambdós cursos s'uneixen al terme municipal de Les Borges Blanques, aigües avall de la Font Vella, on el curs fluvial segueix el seu curs passant per Juneda, creuant les poblacions de Puigverd de Lleida i Artesa de Lleida, ja al Segrià, per acabar desembocant al riu Segre per l'esquerra entrant al terme municipal de Lleida per les partides de La Femosa i La Copa d'Or sota el Pont del Boc de Biterna. La longitud del curs fluvial és de 54 km i la superfície de conca de 34.270 hectàrees. Compta amb més de trenta-dos afluents subsidiaris

## Riu o torrent?
Històricament i erròniament s'ha considerat el Femosa com un torrent d'aigua, però això és manifestament incorrecte i són moltes les veus que demanen corregir l'errada, atès que no pot ser un torrent perquè compleix les tres condicions que ha de satisfer tot curs d'aigua per ésser qualificat com a riu: tenir corrent natural d'aigua, fluir amb continuïtat i tenir una desembocadura constant. El Femosa compta amb vint-i-sis molins fariners documentats, fet que demostra que no pot ser un torrent doncs la definició de torrent és ser un corrent d'aigua intermitent de flux impetuós.

## El Femosa i el territori
El Femosa fou clau al llarg de la història per l'enclavatge de poblats. Prehistòricament hi trobem jaciments com el poblat ibèric de Minferri, i posteriorment contemplà com les actuals poblacions de Juneda, Puigverd de Lleida i Artesa de Lleida creixeren gràcies a la seva aigua. Nombrosos indrets porten el seu nom com ara la Vall de la Femosa o el Fondo de la Femosa, ambdós a les Garrigues. La vila de Juneda l'hi té un carrer dedicat a tocar dels antics Rentadors de la Femosa, i dona nom també a la partida de La Femosa prop de la seva desembocadura a Lleida.